# Суссман, Ив
Ив Суссман (англ. Eve Sussman, род. 1961, Великобритания) — современная американская художница, режиссёр, продюсер. Живет и работает в Бруклине, Нью-Йорк, где находится её компания Rufus Corporation.

## Образование
- 1989 Skowhegan School
- 1984 Bennington College, B.A. Fine Arts
- 1983 Университет Кентербери, Новая Зеландия
- 1979 Robert College, Стамбул, Турция

## Творчество
Построенный на импровизации, фильм Похищение сабинянок — свободная интерпретация римского мифа, обновленная и перенесенная в 1960-е. Фильм, продолжительностью восемьдесят минут, снимался в Греции и Германии, хореографию разработала Claudie De Serpa Soares, костюмы — Карен Янг (Karen Young). Фильм Похищение сабинянок был задуман как аллегория, основанная на древнем мифе и вдохновленная картиной Жака-Луи Давида «Сабинянки» (1799). Этой импровизацией Суссман продолжила «оживление» знаковой живописи — в 2004 на Биеннале Уитни она представила видео 89 секунд в Альказаре, основанное на Менинах Веласкеса.

## Фильмография
- 2005 «Похищение сабинянок»
- 2003 «89 секунд в Альказаре»
- 2002 «Portman’s Looking Glass»
- 2001 «Solace»
- 2000 «China White — Scenes from an exile»
- 1999 «Ten Women and a Shark or 15 years in 5:30»
- 1998 «Town Topic»
- 1997 «How to tell the future from the past»
- 1997 «The Whites were a Mystery»
- 1996 «Imagining Beforehand»
- 1995 «Die Platzsünde»
- 1993 «Real Time»
- 1989 «New Koke: An Advertisement for Real Life»

## Персональные выставки
- 2009 Ив Суссман и Rufus Corporation, Winkleman Gallery, New York
- 2008 Ив Суссман и Rufus Corporation, Louisiana Museum of Modern Art, Humlebæk
- 2007 «89 секунд в Альказаре», Bowdoin College Museum of Art, Брансуика
- 2006 «89 секунд в Альказаре», The Power Plant, Торонто
- 2006 «Похищение сабинянок», Nasher Museum of Art, Дарем
- 2006 «89 секунд в Альказаре», Museo Nacional Centro de Arte Reina Sofía, Мадрид
- 2006 «89 секунд в Альказаре», Weatherspoon Art Museum, Гринсборо
- 2005 «89 секунд в Альказаре», Butler Gallery, Килкенни
- 2005 «89 секунд в Альказаре», Union, Лондон
- 2005 «89 секунд в Альказаре», Haggerty Museum of Art, Милуоки
- 2005 «89 секунд в Альказаре», Rice University Art Gallery, Хьюстон
- 2004 «89 секунд в Альказаре», Focal Point Gallery, Southend-on-Sea, Эссекс

## Публичные коллекции
- Centro Galego de Arte Contemporánea, Сантьяго-де-Компостела
- Nasher Museum of Art, Дарем
- Cisneros Fontanals Art Foundation, Майями
- The West Collection, Оксе